# Dasineura abietiperda
Dasineura abietiperda är en tvåvingeart som först beskrevs av August Wilhelm Eduard Theodor Henschel 1880.  Dasineura abietiperda ingår i släktet Dasineura och familjen gallmyggor. Inga underarter finns listade i Catalogue of Life.